# Ролингз, Дэвид
Дэвид Тодд Ролингз (англ. David Todd Rawlings) — американский гитарист, певец, продюсер и автор песен. Играет совместно с Гиллиан Уэлч.

## Карьера
Ролингз окончил Музыкальный колледж Беркли, где познакомился с Гиллиан Уэлч. Совместно они разработали свой музыкальный стиль, смешав кантри, фолк и блюз. В 1996 году он дебютировал в альбоме Уэлч «Revival», а в 1998 снова объединился с ней для её альбома «Hell Among the Yearlings».
В 2000 году он и Уэлч сотрудничали с Райаном Адамсом для его альбома «Heartbreaker», а в 2001 Ролингз участвовал в записи следующего альбома Адамса — «Gold». В этом же году Дэвид Ролингз дебютировал как продюсер для альбома Уэлч «Time (The Revelator)». В 2006 году они стали выступать совместно под псевдонимом «David Rawlings Machine». Под этим именем было выпущено два альбома: «Friend of a Friend» и «Nashville Obsolete». Позже Ролингз и Уэлч записали альбом «Poor David’s Almanack», а в 2020 — «All the Good Times».

## Дискография

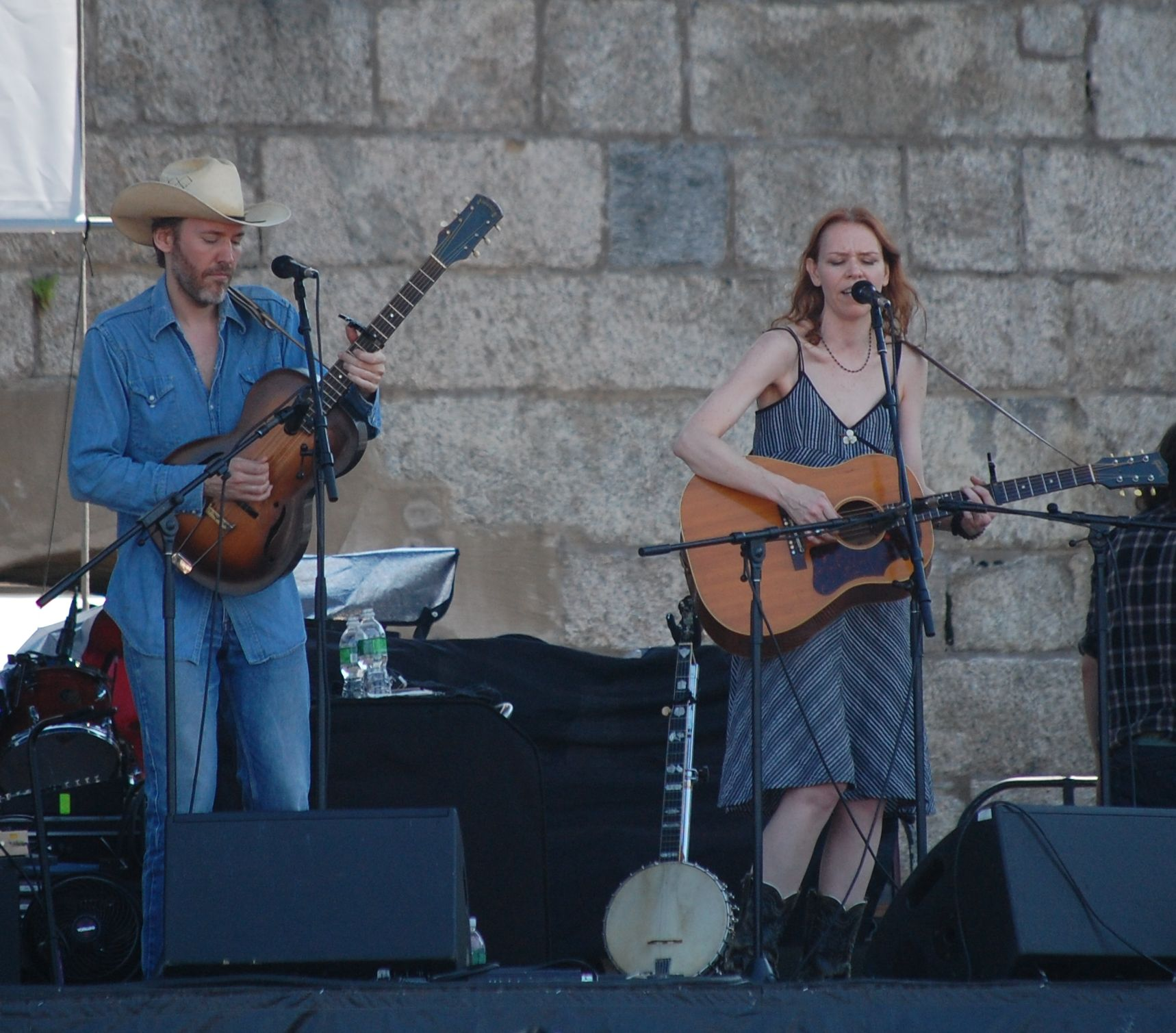
Дэвид Ролингс и Гиллиан Уэлч в Ньюпорте, 2010

| Год  | Альбом                | Ист.  |
| ---- | --------------------- | ----- |
| 2009 | A Friend of a Friend  | [ 1 ] |
| 2015 | Nashville Obsolete    | [ 1 ] |
| 2017 | Poor David’s Almanack | [ 1 ] |
| 2020 | All the Good Times    | [ 1 ] |

## Награды и номинации
| Год  | Награда | Номинируемая работа                        | Категория                      | Результат | Ист.          |
| ---- | ------- | ------------------------------------------ | ------------------------------ | --------- | ------------- |
| 2017 | Грэмми  | «Cumberland Gap»                           | Лучшая американская рутс-песня | Номинация | [ 7 ] [ 8 ]   |
| 2019 | Оскар   | «When a Cowboy Trades His Spurs for Wings» | Лучшая песня к фильму          | Номинация | [ 9 ] [ 10 ]  |
| 2021 | Грэмми  | «All the Good Times»                       | Лучший фолк-альбом             | Победа    | [ 11 ] [ 12 ] |